# قائمة فروع الهندسة
الهندسة هي نظام وفن ومهنة تطبق النظريات العلمية لتصميم وتطوير وتحليل الحلول التقنية، وفي العصر الحالي تعدّ الهندسة بشكلٍ عام مكونه من فروع أساسية رئيسية وهي الهندسة الكهربائية والهندسة الميكانيكية والهندسة الكيميائية والهندسة المدنية. توجد هنالك أيضًا العديد من التخصصات ذات المجالات المتداخلة أو المشتقة من التخصصات الرئيسية.

## الهندسة الميكانيكية
تدرس الهندسة الميكانيكية التصميم والتحليل واستخدام الحرارة والطاقة الميكانيكية لتشغيل آلات وأجهزة الأنظمة الميكانيكية.
| التخصص                     | المجال | التخصصات الرئيسية                                                                                         |
| -------------------------- | ------ | --- |
| الهندسة الصوتية            |        | |
| هندسة تصنيع                |        | |
| هندسة حرارية               |        | - تكييف الهواء - تثليج - التدفئة والتهوية وتكييف الهواء                                                   |
| هندسة رياضية               |        | |
| هندسة مركبات               |        | - هندسة الطيران والفضاء الجوي - هندسة السيارات - هندسة معمارية بحرية - هندسة بحرية                        |
| هندسة محطات توليد الكهرباء |        | - طاقة حرارية جوفية - محطة طاقة وقود أحفوري - طاقة كهرمائية - طاقة المد والجزر - مزرعة الرياح - قوة شمسية |
| هندسة الطاقة               |        | هندسه المجاري                                                                                             |

## الهندسة الكيميائية
تدرس الهندسة الكيميائية تطبيقات العلوم الكيميائية والفيزيائية والبيولوجية لعملية تحويل المواد الخام أو المواد الكيميائية إلى أشكال أكثر فائدة وقيمة.
| التخصص                | المجال | التخصصات الرئيسية                                               |
| --------------------- | ------ | --------------------------------------------------------------- |
| هندسة جزيئية          |        | - هندسة وراثية - علم المناعة                                    |
| هندسة جزيئية بيولوجية |        |                                                                 |
| هندسة العمليات        |        | - صناعة النفط - هندسة البلاستيك - هندسة الورق - تصنيع النسيج    |
| هندسة التآكل          |        |                                                                 |
| علم المواد            |        | - علم الفلزات - هندسة السيراميك - هندسة البوليمرات - مادة حيوية |

## الهندسة المدنية
تدرس الهندسة المدنية التصميم والبناء والحفاظ على البيئة والبنية الطبيعية.
| التخصص          | المجال | التخصصات الرئيسية                                                                      |
| --------------- | ------ | -------------------------------------------------------------------------------------- |
| هندسة الإنشاءات |        | - هندسة معمارية - هندسة زلازل - هندسة الرياح - هندسة الابنية في وسط البحر              |
| هندسة النقل     |        | - هندسة المرور - هندسة الطرق - هندسة السكك الحديدية                                    |
| هندسة بيئية     |        | - هندسة النظم البيئية - هندسة الحماية من الحرائق - هندسة صحية - هندسة مياه الصرف الصحي |
| هندسة جيوتقنية  |        | - هندسة التعدين - أبنية                                                                |
| علم المياه      |        | - هندسة هيدروليكية - هندسة الشواطئ - هندسة الأنهار - هندسة المياه الجوفية              |

## هندسة النظم
هندسة النظم هو فرع هندسي متخصص يركز على كيفية تصميم وإدارة المشاريع الهندسية المعقدة.

## المجالات المتداخلة
| التخصص                      | المجال | التخصصات الرئيسية |
| --------------------------- | ------ | --- |
| هندسة الطيران والفضاء الجوي |        | - ملاحة فضائية - ملاحة جوية |
| هندسة زراعية                |        | - هندسة التربة المائية - هندسة الميكانيكا الحيوية - هندسة العمليات الحيوية - هندسة التقنية الحيوية - هندسة الموارد الطبيعية - هندسة غذائية - هندسة الصحة والسلامة - هندسة أنظمة الآلات - هندسة المعلومات والأنظمة الكهربائية - علم التحريج |
| الهندسة التطبيقية           |        | - أتمتة وهندسة ميكاترونيات وروبوتية - تصميم بمساعدة الحاسوب - إلكترونيات - هندسة الحاسوب - رسوميات - تقنية النانو |
| هندسة حيوية                 |        | - علم الصوتيات الحيوية - الهندسة البيولوجية - الهندسة الجزيئية البيولوجية - الهندسة التقنية الحيوية - هندسة الموارد الحيوية - هندسة العمليات الحيوية - هندسة وراثية - هندسة الغذاء والعمليات البيولوجية - هندسة الصحة والسلامة - الهندسة الميكروبيولوجية - هندسة جزيئية - هندسة البروتينات - هندسة وقائية - علم أنظمة الأحياء - البيولوجيا التركيبية - هندسة الأنسجة |
| هندسة طبية حيوية            |        | - الأجهزحيوية - معلوماتية حيوية - ميكانيكا حيوية - مادة حيوية - هندسة طبية حيوية - الإشارحيوية - تقانة حيوية - هندسة سريرية - أجهزة طبية ومعدات طبية وتقانة طبية - تصوير طبي - تقنية دقيقة وتقنية النانو - الهندسة العصبية - الهندسة الصيدلانية - هندسة إعادة التأهيل - علم أنظمة وظائف الأعضاء                                                                      |
| هندسة خدمات البناء          |        | - هندسة معمارية - التصميم الداخلي - هندسة ميكانيكية - هندسة كهربائية - النقل العمودي - هندسة النار - هندسة بناء واجهة المبنى - تزويد الطاقة |
| هندسة الطاقة                |        | - الهندسة الشمسية - هندسة الرياح |
| هندسة السكك الحديدية        |        | |
| هندسة صناعية                |        | - هندسة تصنيع - هندسة المكونات - هندسة أنظمة - هندسة التشييد والبناء - هندسة وقائية - هندسة الوثوقية |
| هندسة ميكاترونيات           |        | - روبوتية - أجهزة - بصرميكاترونية - حيوميكاترونية - إلكترونيات الطيران |
| إدارة هندسية                |        | |
| هندسة عسكرية                |        | - مهندس قتالي - الدعم الاستراتيجي - الدعم الإضافي |
| هندسة نانوية                |        | - هندسة جزيئية - أجهزة - إلكترونيات - علم المواد |
| هندسة نووية                 |        | - فيزياء طبية - وقود نووي - وقاية من الإشعاع |
| هندسة النفط                 |        | هندسة الصهاريج هندسة الحفر هندسة إنتاج النفط |
| تصنيع النسيج                |        | - هندسة ملابس - هندسة نسيج - الهندسة الصناعية والإنتاج - إدارة هندسة النسيج والغزل - الأزياء الغزل والنسيج والتصميم - تصميم وصيانة آلالات الغزل والنسيج - هندسة العمليات الرطبة - هندسة الغزل |